# Collegio elettorale di Roma - Don Bosco
Il collegio di Roma - Don Bosco fu un collegio elettorale uninominale della Repubblica Italiana per l'elezione della Camera dei deputati. Apparteneva alla circoscrizione Lazio 1 e fu utilizzato per eleggere un deputato nella XII, XIII e XIV legislatura.
Venne istituito nel 1993 con la cosiddetta Legge Mattarella (Legge n. 277, Nuove norme per l'elezione della Camera dei deputati), attuata in seguito al referendum abrogativo del 1993. La legge istituì per la Camera dei deputati e per il Senato della Repubblica un sistema di elezione misto, in parte maggioritario e in parte proporzionale. Il 75% dei parlamentari dell'assemblea veniva eletto in collegi uninominali tramite sistema maggioritario a turno unico; il restante 25% alla Camera veniva eletto tramite sistema proporzionale con liste bloccate.
Il collegio venne abolito insieme a tutti gli altri che costituivano la Camera con la promulgazione della legge elettorale successiva, la cosiddetta Legge Calderoli. Questa prevedeva un sistema proporzionale con premio di maggioranza, che alla Camera veniva attribuito a livello nazionale.

## Territorio
Il collegio di Roma - Don Bosco era uno dei 43 collegi uninominali in cui era suddiviso il Lazio e, come previsto dal D.Lgs. del 20 dicembre 1993 n. 536, comprendeva parte del comune di Roma, in particolare i quartieri Appio Claudio e Don Bosco e la zona di Capannelle.

## Eletti
| Elezione | Elezione            | Deputato                 | Partito                    |
| -------- | ------------------- | ------------------------ | -------------------------- |
|          | 1994                | Onorio Antonio Carlesimo | Polo del Buon Governo (FI) |
|          | 1996                | Augusto Battaglia        | L'Ulivo (PDS/DS)           |
| 2001     |                     | Augusto Battaglia        | L'Ulivo (PDS/DS)           |
| 2005 (S) | Michele Pompeo Meta | L'Ulivo (DS)             |                            |

## Dati elettorali

### XII legislatura

#### Risultati proporzionale
| Coalizioni        | Coalizioni                          | Liste                                 | Liste                               | Voti   | %     |
| ----------------- | ----------------------------------- | ------------------------------------- | ----------------------------------- | ------ | ----- |
|                   | Polo del Buon Governo               |                                       | Alleanza Nazionale                  | 21.475 | 25,90 |
|                   | Polo del Buon Governo               | Forza Italia                          | 14.325                              | 17,28  |       |
| Totale coalizione | Totale coalizione                   | 35.800                                | 43,18                               |        |       |
|                   | Progressisti                        |                                       | Partito Democratico della Sinistra  | 22.747 | 27,44 |
|                   | Progressisti                        | Rifondazione Comunista                | 5.605                               | 6,76   |       |
|                   | Progressisti                        | Federazione dei Verdi                 | 3.158                               | 3,81   |       |
|                   | Progressisti                        | Partito Socialista Italiano           | 1.135                               | 1,37   |       |
|                   | Progressisti                        | Alleanza Democratica                  | 957                                 | 1,15   |       |
|                   | Progressisti                        | Movimento per la Democrazia - La Rete | 648                                 | 0,78   |       |
| Totale coalizione | Totale coalizione                   | 34.250                                | 41,31                               |        |       |
|                   | Patto per l'Italia                  |                                       | Partito Popolare Italiano           | 4.782  | 5,77  |
|                   | Patto per l'Italia                  | Patto Segni                           | 4.567                               | 5,51   |       |
| Totale coalizione | Totale coalizione                   | 9.349                                 | 11,28                               |        |       |
|                   | Lista Pannella                      | Lista Pannella                        | Lista Pannella                      | 3.030  | 3,65  |
|                   | Socialdemocrazia                    | Socialdemocrazia                      | Socialdemocrazia                    | 211    | 0,25  |
|                   | Partito della Legge Naturale        | Partito della Legge Naturale          | Partito della Legge Naturale        | 188    | 0,23  |
|                   | Movimento Europa Liberale Cristiana | Movimento Europa Liberale Cristiana   | Movimento Europa Liberale Cristiana | 52     | 0,06  |
|                   | Alleanza per i Castelli             | Alleanza per i Castelli               | Alleanza per i Castelli             | 30     | 0,04  |
| Totale            | Totale                              | Totale                                | Totale                              | 82.910 |       |

#### Risultati uninominale
|                               | Onorio Antonio Carlesimo ✔️ Eletto | Polo del Buon Governo (FI - AN - CCD - UDC - PLD) | 37 548 | 45,67 |  |  |  |  |  |
|                               | Augusto Battaglia                  | Progressisti                                      | 36 316 | 44,17 |  |  |  |  |  |
|                               | Domenico Volpini                   | Patto per l'Italia                                | 8 351  | 10,16 |  |  |  |  |  |
| Totale                        | Totale                             | Totale                                            | 82 215 | 100   |  |  |  |  |  |
|                               |                                    |                                                   |        |       |  |  |  |  |  |
| Fonte: Ministero dell'interno |                                    |                                                   |        |       |  |  |  |  |  |

### XIII legislatura

#### Risultati proporzionale
| Coalizioni        | Coalizioni                         | Liste                                     | Liste                              | Voti   | %     |
| ----------------- | ---------------------------------- | ----------------------------------------- | ---------------------------------- | ------ | ----- |
|                   | Polo per le Libertà                |                                           | Alleanza Nazionale                 | 23.456 | 29,66 |
|                   | Polo per le Libertà                | Forza Italia                              | 9.567                              | 12,10  |       |
|                   | Polo per le Libertà                | CCD-CDU                                   | 2.380                              | 3,01   |       |
| Totale coalizione | Totale coalizione                  | 35.403                                    | 44,77                              |        |       |
|                   | L'Ulivo                            |                                           | Partito Democratico della Sinistra | 21.859 | 27,64 |
|                   | L'Ulivo                            | Rinnovamento Italiano                     | 3.686                              | 4,66   |       |
|                   | L'Ulivo                            | Popolari per Prodi (PPI-SVP-PRI-UD-Prodi) | 3.247                              | 4,11   |       |
|                   | L'Ulivo                            | Federazione dei Verdi                     | 2.098                              | 2,65   |       |
| Totale coalizione | Totale coalizione                  | 30.890                                    | 39,06                              |        |       |
|                   | Progressisti                       |                                           | Rifondazione Comunista             | 9.957  | 12,59 |
|                   | Lista Pannella - Sgarbi            | Lista Pannella - Sgarbi                   | Lista Pannella - Sgarbi            | 1.602  | 2,03  |
|                   | Movimento Sociale Fiamma Tricolore | Movimento Sociale Fiamma Tricolore        | Movimento Sociale Fiamma Tricolore | 729    | 0,92  |
|                   | Partito Socialista                 | Partito Socialista                        | Partito Socialista                 | 357    | 0,45  |
|                   | Partito Umanista                   | Partito Umanista                          | Partito Umanista                   | 148    | 0,19  |
| Totale            | Totale                             | Totale                                    | Totale                             | 79.086 |       |

#### Risultati uninominale
|                               | Augusto Battaglia ✔️ Eletto | L'Ulivo             | 41 984 | 53,62 |  |  |  |  |  |
|                               | Giuseppe Siciliani          | Polo per le Libertà | 35 183 | 44,93 |  |  |  |  |  |
|                               | Elisabetta Tiberi           | Partito Umanista    | 1 136  | 1,45  |  |  |  |  |  |
| Totale                        | Totale                      | Totale              | 78 303 | 100   |  |  |  |  |  |
|                               |                             |                     |        |       |  |  |  |  |  |
| Fonte: Ministero dell'interno |                             |                     |        |       |  |  |  |  |  |

### XIV legislatura

#### Risultati proporzionale
| Coalizioni        | Coalizioni              | Liste                   | Liste                                 | Voti   | %     |
| ----------------- | ----------------------- | ----------------------- | ------------------------------------- | ------ | ----- |
|                   | L'Ulivo                 |                         | La Margherita (Dem - PPI - RI- UDEUR) | 14.183 | 20,81 |
|                   | L'Ulivo                 | Democratici di Sinistra | 14.086                                | 20,67  |       |
|                   | L'Ulivo                 | Il Girasole (FdV - SDI) | 993                                   | 1,46   |       |
|                   | L'Ulivo                 | Comunisti Italiani      | 745                                   | 1,09   |       |
| Totale coalizione | Totale coalizione       | 30.007                  | 44,03                                 |        |       |
|                   | Casa delle Libertà      |                         | Alleanza Nazionale                    | 14.323 | 21,02 |
|                   | Casa delle Libertà      | Forza Italia            | 13.594                                | 19,95  |       |
|                   | Casa delle Libertà      | CCD-CDU                 | 961                                   | 1,41   |       |
|                   | Casa delle Libertà      | Nuovo PSI               | 422                                   | 0,62   |       |
| Totale coalizione | Totale coalizione       | 29.300                  | 43,00                                 |        |       |
|                   | Rifondazione Comunista  | Rifondazione Comunista  | Rifondazione Comunista                | 4.140  | 6,07  |
|                   | Lista Di Pietro         | Lista Di Pietro         | Lista Di Pietro                       | 1.663  | 2,44  |
|                   | Lista Pannella - Bonino | Lista Pannella - Bonino | Lista Pannella - Bonino               | 1.104  | 1,62  |
|                   | Democrazia Europea      | Democrazia Europea      | Democrazia Europea                    | 1.082  | 1,59  |
|                   | Fiamma Tricolore        | Fiamma Tricolore        | Fiamma Tricolore                      | 383    | 0,56  |
|                   | Fronte Nazionale        | Fronte Nazionale        | Fronte Nazionale                      | 313    | 0,46  |
|                   | Paese Nuovo             | Paese Nuovo             | Paese Nuovo                           | 76     | 0,11  |
|                   | Lega Nord               | Lega Nord               | Lega Nord                             | 69     | 0,10  |
|                   | Abolizione scorporo     | Abolizione scorporo     | Abolizione scorporo                   | 18     | 0,03  |
| Totale            | Totale                  | Totale                  | Totale                                | 68.155 |       |

#### Risultati uninominale
|                               | Augusto Battaglia ✔️ Eletto | L'Ulivo            | 36 209 | 53,49 |  |  |  |  |  |
|                               | Francesco Tufarelli         | Casa delle Libertà | 28 682 | 42,37 |  |  |  |  |  |
|                               | Elio Lannutti               | Lista Di Pietro    | 2 804  | 4,14  |  |  |  |  |  |
| Totale                        | Totale                      | Totale             | 67 695 | 100   |  |  |  |  |  |
|                               |                             |                    |        |       |  |  |  |  |  |
| Fonte: Ministero dell'interno |                             |                    |        |       |  |  |  |  |  |

### XIV legislatura:elezioni suppletive
|                               | Michele Pompeo Meta | L'Unione           | 11 734 | 84,45 |  |  |  |  |  |
|                               | Pietro Tilia        | Casa delle Libertà | 2 161  | 15,55 |  |  |  |  |  |
| Totale                        | Totale              | Totale             | 13 895 | 100   |  |  |  |  |  |
|                               |                     |                    |        |       |  |  |  |  |  |
| Data: 26-27 giugno 2005       |                     |                    |        |       |  |  |  |  |  |
| Fonte: Ministero dell'interno |                     |                    |        |       |  |  |  |  |  |